# Anne Riemersma
Anne Riemersma (ur. w 1954 w Slappeterp) – holenderska kolarka torowa i szosowa, trzykrotna wicemistrzyni świata w kolarstwie torowym.

## Kariera
Pierwszy sukces w karierze Anne Riemersma osiągnęła w 1977 roku, kiedy na torowych mistrzostwach świata w San Crisóbal zdobyła srebrny medal w indywidualnym wyścigu na dochodzenie, ulegając jedynie Wierze Kuzniecowej z ZSRR. Wynik ten powtórzyła później na mistrzostwach świata w Monachium w 1978 roku i rozgrywanych rok później mistrzostwach w Amsterdamie. W oby ostatnich przypadkach lepsza od niej okazała się tylko jej rodaczka Keetie van Oosten-Hage. Wielokrotnie zdobywała medale torowych mistrzostw kraju, w tym dwa złote: w 1978 roku była najlepsza w omnium i indywidualnym wyścigu na dochodzenie. Startowała także w wyścigach szosowych, chociaż głównie na arenie krajowej. Wygrała między innymi kryterium w Roden w 1974 roku, Apeldoorn w 1976 roku, Nieuweschans w 1977 roku oraz w Almelo w 1979 i 1980 roku. Nigdy nie wystartowała na igrzyskach olimpijskich.
Anne wyszła za mąż za byłego holenderskiego kolarza Gerrita Möhlmanna, z którym ma dwójkę dzieci: syna Petera Möhlmanna i córkę Pleuni Möhlmann, oboje również uprawiają kolarstwo.